# Baluard i passeig de Saavedra
El Baluard i passeig de Saavedra és una obra de Tarragona protegida com a Bé Cultural d'Interès Local.

## Descripció
Baluard de planta quadrada encastat al llenç de la muralla, construït amb carreus romans a la seva part inferior, que va des del Portal del Roser fins a la Rambla Vella, i que forma el Passeig de Saavedra. Aquest passeig té com a paviment un empedrat que forma dibuixos i una columna romana.